# Sunggingsari
Sunggingsari is een bestuurslaag in het regentschap Temanggung van de provincie Midden-Java, Indonesië. Sunggingsari telt 2277 inwoners (volkstelling 2010).